# Алгоритм Кока — Янгера — Касами
Алгоритм Кока — Янгера — Касами (англ. Cocke — Younger — Kasami algorithm), алгоритм CYK либо CKY — алгоритм, позволяющий установить, можно ли в заданной контекстно-свободной грамматике вывести заданную строку, и если это так, то предоставить её вывод. Другими словами, это алгоритм синтаксического анализа строки. Алгоритм реализует синтаксический анализ снизу-вверх и основывается на методе динамического программирования. его открыватели: Джон Кок, Дэниел Янгер, Тадао Касами и Джейкоб Т. Шварц. Они использовали восходящий анализ и динамическое программирование.
Стандартная версия CYK работает только с контекстно-свободными грамматиками, заданными в нормальной форме  (CNF). Однако любая контекстно-свободная грамматика может быть преобразована (после конвертирования) в грамматику CNF, выражающую тот же язык (Sipser 1997).
Является одним из самых эффективных алгоритмов синтаксического анализа с точки зрения асимптотической сложности в наихудшем случае, хотя существуют и другие алгоритмы с лучшим средним временем выполнения во многих практических сценариях.

## Описание
Алгоритм работает следующим образом: на первом шаге записывается слово в первой строке и добавляется каждый нетерминальный символ в строку, под которой выводятся терминальные символы. После этого для каждой ячейки в сетке вертикально сверху вниз необходимо пройти к проверяемой ячейке, а вторая ячейка вверх по диагонали. Для каждого такого шага объединяются ячейки и проверяются на нахождение комбинации в грамматике. При условии нахождения, добавляется левый нетерминал в ячейку сетки. Если после всех шагов начальный символ содержится в последней строке, слово может быть получено по заданной грамматике.
Алгоритм динамического программирования требует, чтобы контекстно-свободная грамматика была преобразована в нормальную форму Хомского (CNF), потому что он проверяет возможность разбить текущую последовательность на две меньшие последовательности. Любая контекстно-свободная грамматика, не порождающая пустую строку, может быть представлена в CNF с использованием продукционных правил.

## Псевдокод
На псевдокоде алгоритм выглядит следующим образом:
```
Алгоритм
 CYK:

дано
 строка 
S
 из 
n
 символов: 
a
1
 ... 
a
n
.

дано
 грамматика, содержащая 
r
 нетерминальных символов 
R
1
 ... 
R
r
.
    Содержит подмножество 
R
s
 начальных символов.

опр
 массив 
P
[
n
,
n
,
r
] булевских значений, инициализированных значениями Ложь.

для каждого
 
i
 = 1 : 
n

  
для каждой
 продукции 
R
j
 -> 
a
i

    присвоить 
P
[
1
,
i
,
j
] = Истина

для каждого
 
i
 = 2 : 
n
                     
-- длина интервала

  
для каждого
 
j
 = 1 : 
n
-
i
+1               
-- начало интервала

    
для каждого
 
k
 = 1 : 
i
-1               
-- разбиение интервала

      
для каждой
 продукции 
R
A
 -> 
R
B
 
R
C

        
если
 
P
[
k
,
j
,
B
] и 
P
[
i
-
k
,
j
+
k
,
C
]
        
то
 присвоить 
P
[
i
,
j
,
A
] = Истина

если
 для некоторого 
x
 из множества 
s
 
P
[n,
1
,
x
] = Истина, 
где
 
s
 все индексы 
R
s

то
 
возвратить
 
S
 принадлежит языку

иначе
 
возвратить
 
S
 не принадлежит языку
```